# Вузметинці
Вузметинці (словен. Vuzmetinci) — поселення в общині Ормож, Подравський регіон‎, Словенія.